# 1013 Tombecka
Az 1013 Tombecka (ideiglenes jelöléssel 1924 PQ) a Naprendszer kisbolygóövében található aszteroida. Benyiamin Zsehovszkij fedezte fel 1924. január 17-én, Algírban.